# Jamar
Jamar  è un nome proprio di persona inglese maschile.

## Varianti
- Maschili: Jamaar (rara)[1]

## Origine e diffusione
È un nome di origine recente, diffusosi negli Stati Uniti intorno agli anni 1970, prevalentemente nella comunità afroamericana; potrebbe trattarsi di un'unione fra i nomi Jamal e Lamar.

## Onomastico
Non ci sono santi con questo nome, che è quindi adespota. L'onomastico si può festeggiare il 1º novembre, giorno di Ognissanti.

## Persone
- Jamar Butler, cestista statunitense
- Jamar Shipman, wrestler statunitense
- Jamar Smith (1980), cestista statunitense
- Jamar Smith (1987), cestista statunitense